# Hartmut Stielow
Hartmut Stielow (Ronnenberg-Benthe, 1957) is een Duitse beeldhouwer.

## Leven en werk
Stielow studeerde van 1977 tot 1983 onder anderen bij Bernhard Heiliger beeldhouwkunst aan de Hochschule der Künste in Berlijn. Reeds tijdens zijn studie stichtte hij met medestudenten David Lee Thompson, Klaus H. Hartmann, Gisela von Bruchhausen, Klaus Duschat en Gustav Reinhardt de Groep ODIOUS. De zes kunstenaars werkten vele jaren in een gezamenlijk atelier in Berlijn en exposeerden regelmatig als kunstenaarsgroep. Sinds 1992 is Stielow docent aan de Werkakademie für Gestaltung in Hannover. In 1995 ontving hij de Förderpreis der Darmstädter Sezession.
Stielow werkt voornamelijk met de materialen staal en steen (graniet). Met deze materialen probeert hij in zijn sculpturen een evenwicht te creëren tussen natuur en techniek. Hij nam deel aan symposia voor beeldhouwers in Berlijn (Symposium Lützowplatz 1990), Sleeswijk-Holstein (Wendlandsymposium Quarnstedt 1991), Potsdam (Symposium "10 aus Europa für Potsdam" 1993), Schwerin ("V. Internationales Bildhauersymposium - Stahl 2002" en "VI. Internationales Bildhauersymposium - Stahl 2006") en Chattanooga ("Chattanooga Workshop", 2004).
Stielow exposeerde zijn werk tijdens de exposities van internationale beeldhouwkunst Blichachsen 1 (1997) en 2 (1999) in het Kurpark Bad Homburg in Bad Homburg vor der Höhe en had in 2008 een dubbelexpositie met de beeldhouwer Friedrich Gräsel in Kunstmuseum Celle in Celle.
De kunstenaar is sinds 2004 vicevoorzitter van het International Sculpture Center Europe. Hij leeft en werkt in Gehrden.

## Werken in de openbare ruimte (selectie)
- 1982/83 Große Klammer, Flachstöckheim Salzgitter
- 1984 Waage , Skulpturengarten AVK in Berlijn-Schöneberg
- 1984 : Große Parabel, Landratsamt Ostalbkreis in Aalen
- 1985 Be-Züge, buitencollectie Kunstverein Springhornhof in Neuenkirchen (Lüneburger Heide) (met de Groep Odious)
- 1987 Andros, beeldenroute Kunstpfad Universität Ulm in Ulm
- 1988 Apos, Luisenpark Mannheim in Mannheim
- 1990 Ohne Titel, voor Galerie Nothelfer, Landwehrkanal in Berlijn-Tiergarten
- 1993 Gleichgewicht der Elemente, Verkeerspolitie A31 ingang Leer-West van de Eemstunnel
- 1996 Ohne Titel, Skulpturenweg Rheinland-Pfalz bij Trippstadt
- 1997 Ohne Titel, Gotischen Haus in Bad Homburg vor der Höhe
- 1997 Ohne Titel, Skulpturenpark Heidelberg in Heidelberg[2]
- Liegende - 1 - Stein, Skulpturengarten Damnatz in Damnatz
- Monsieur Hulot, Skulpturenpark Schloss Wiligrad bij Schwerin

## Fotogalerij

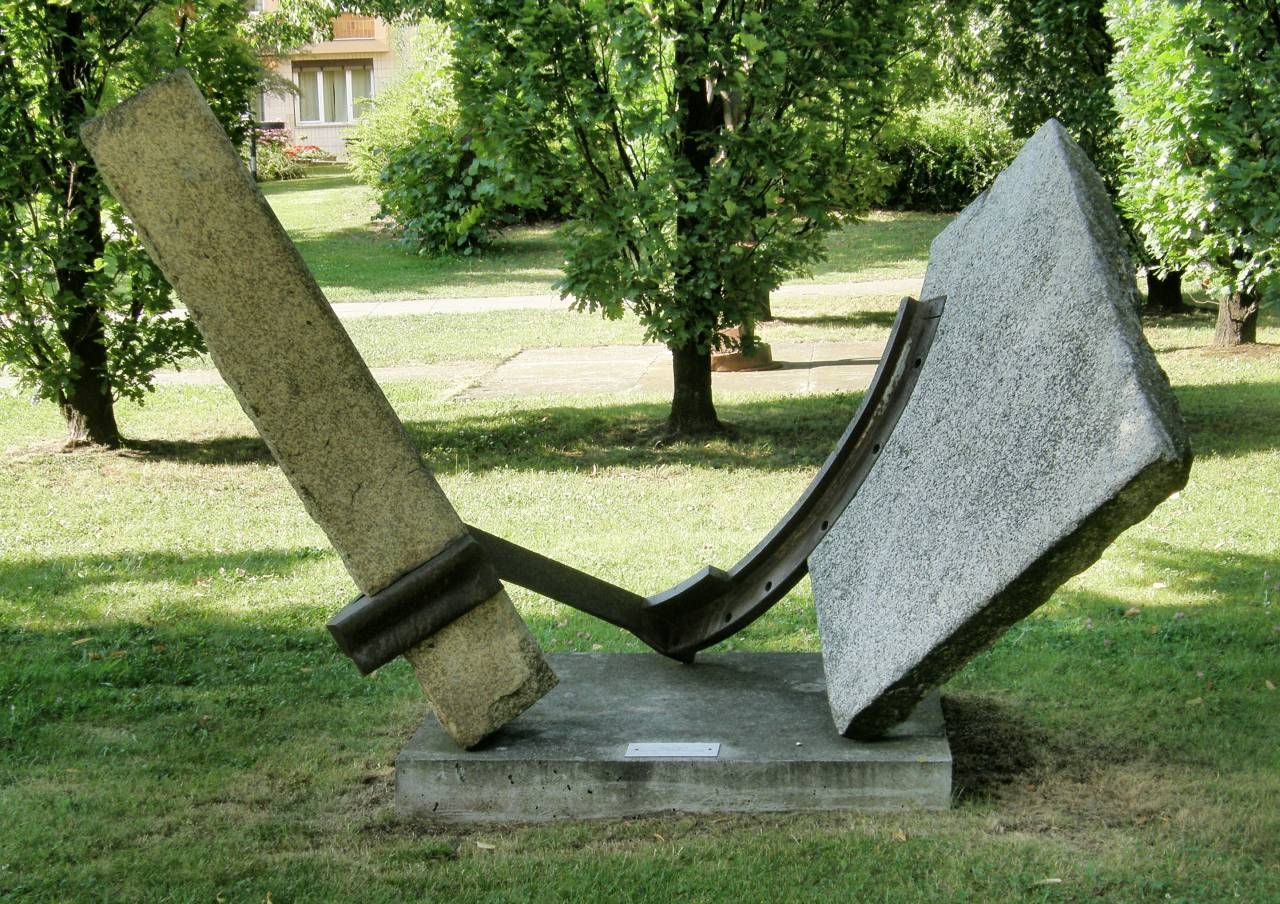
Waage (1984) in Berlijn
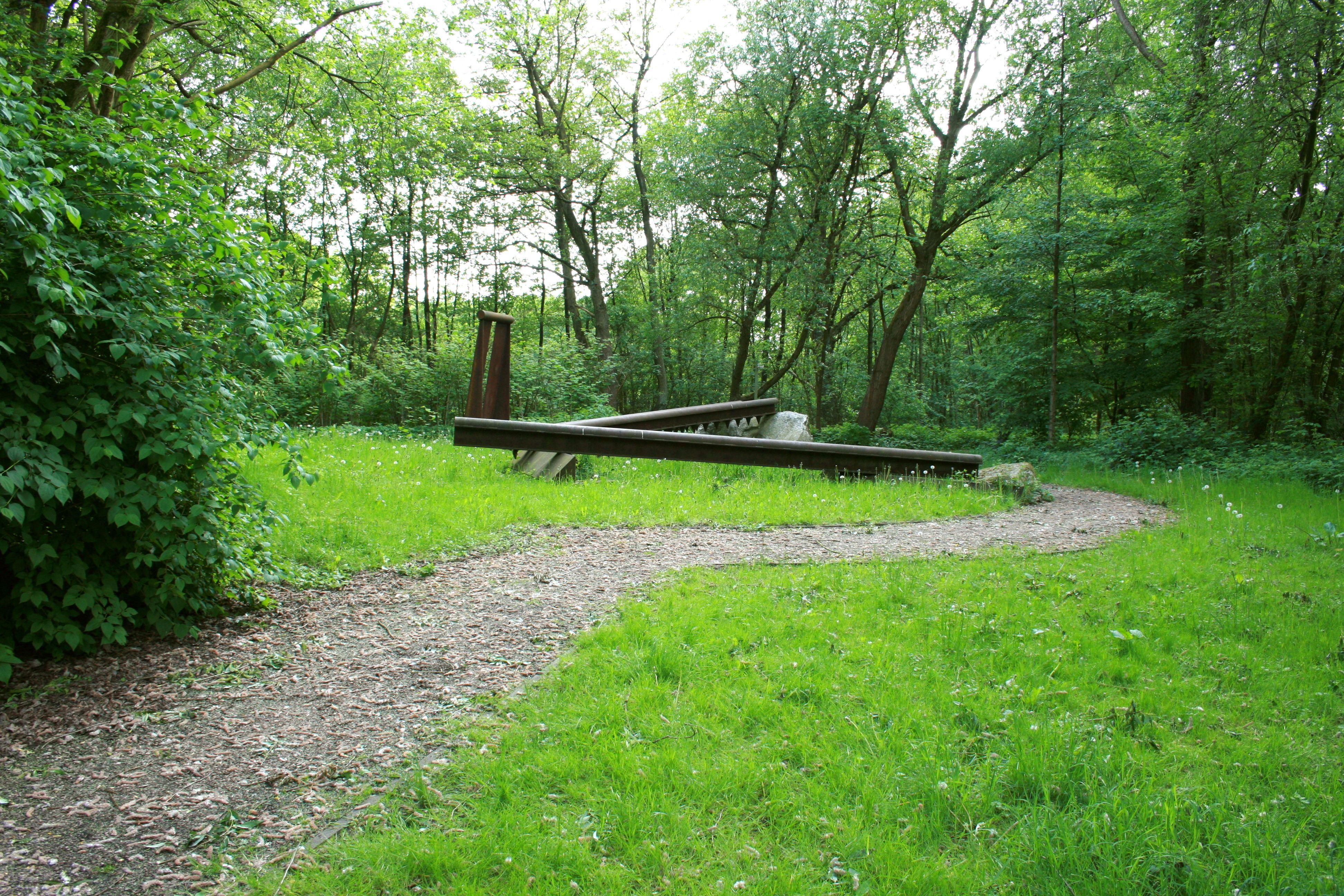
Be-Züge (1985) in Neuenkirchen
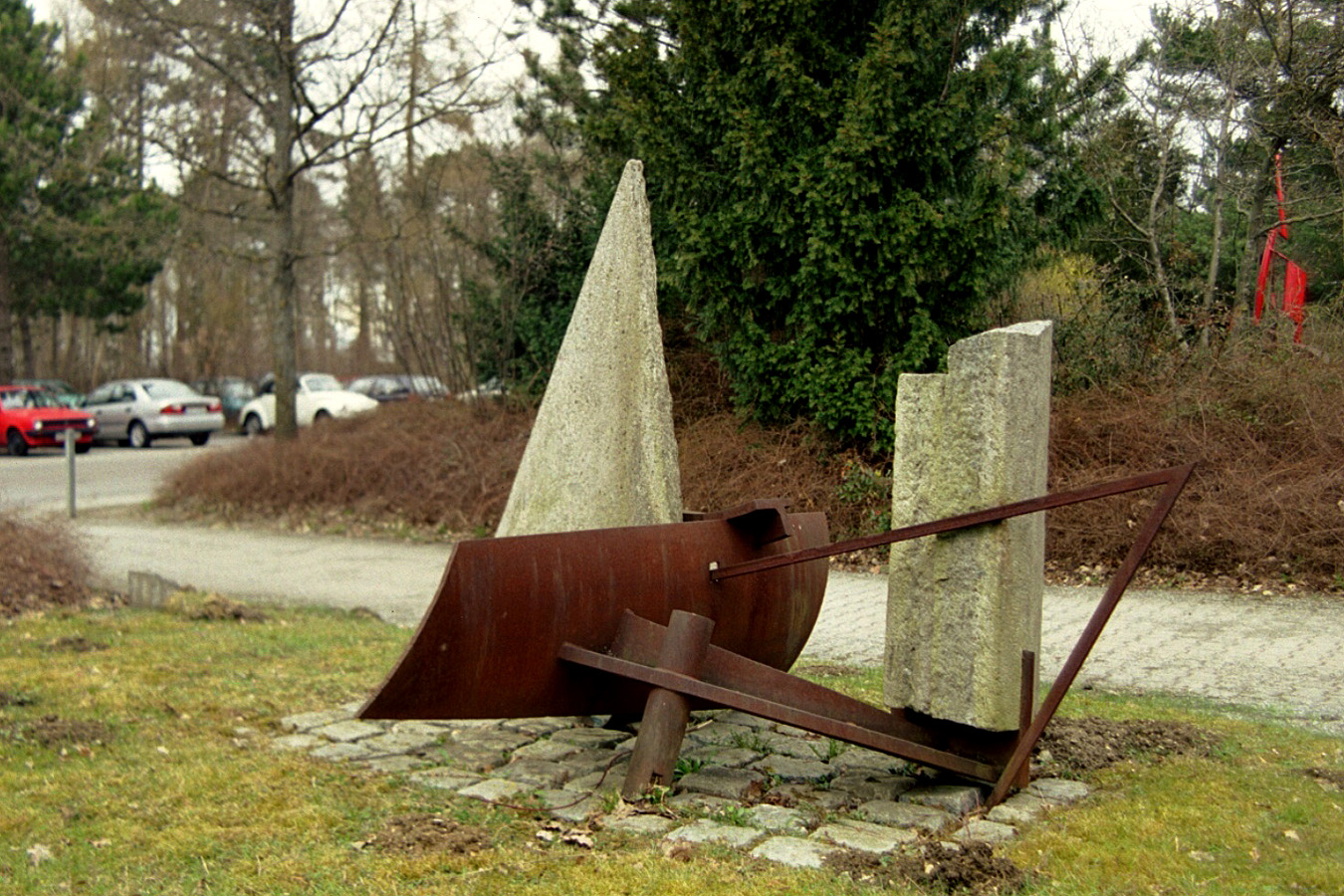
Andros (1987) in Ulm
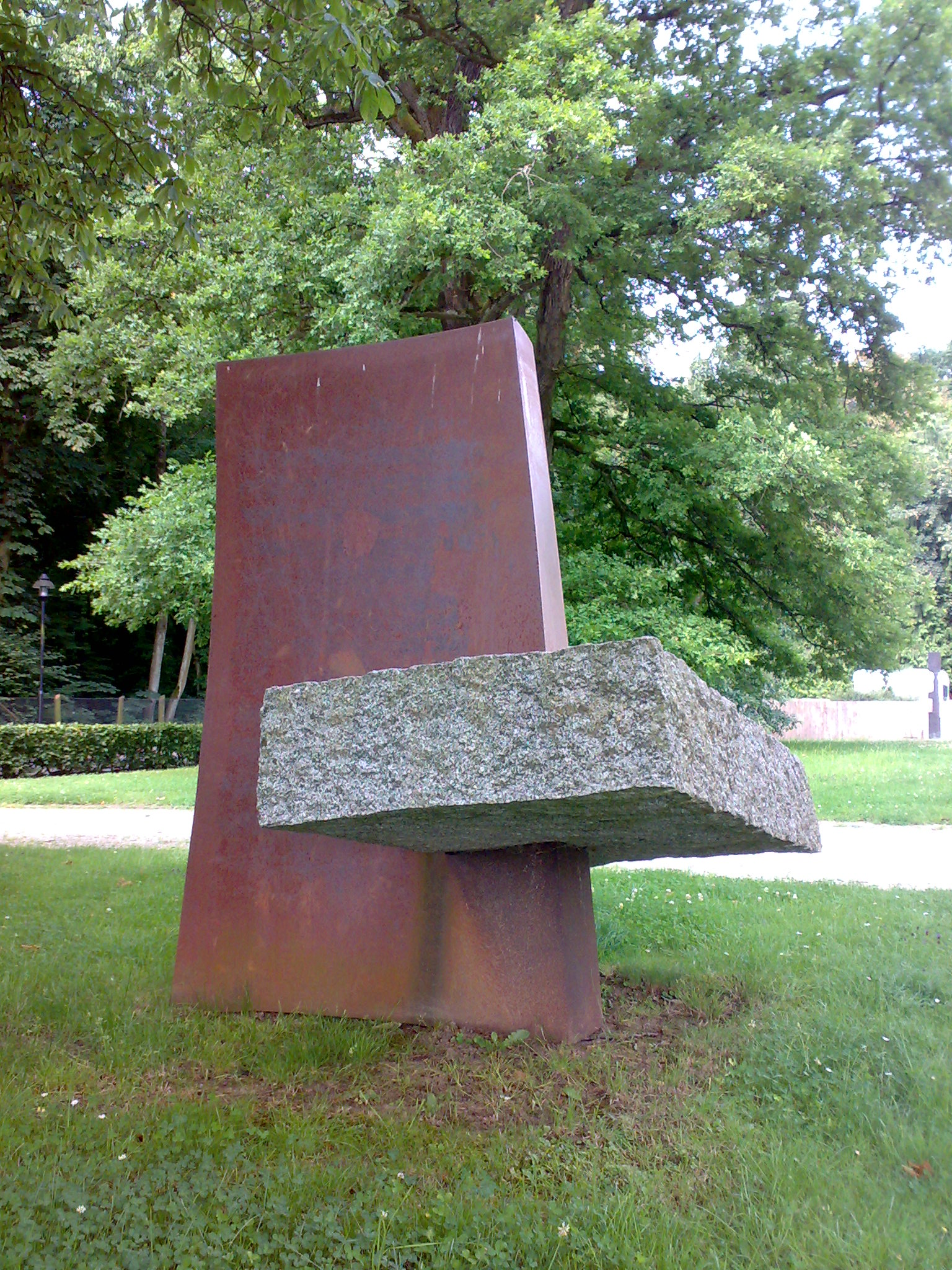
Ohne Titel (1997) in Bad Homburg